# Odio amarte
"Odio amarte"  é o primeiro single da dupla americana de música pop Ha*Ash, contido em seu álbum Ha*Ash , de 2003. Foi lançado pela Sony Music Latin em 23 de abril de 2002 como single. A canção foi escrita por Ashley Grace, Hanna Nicole e Áureo Baqueiro.   

## Composição e desempenho comercial
Foi lançado como o primeiro single de seu primeiro álbum auto-intitulado Ha*Ash em 23 de abril de 2002. "Odio amarte" foi escrito por Ashley Grace, Hanna Nicole e Áureo Baqueiro, enquanto Baqueiro produziu a música. Foi originalmente escrito em inglês. A música conseguiu entrar no gosto do público adolescente no México e se tornou uma das músicas mais ouvidas nas rádios do país, com o single Ha*Ash começando sua carreira no México, reafirmando para fazer música em espanhol e fazer apresentações em importantes programas de televisão, bem como em festivais de rádio. A canção atingiu a segunda posição da mais ouvida nas rádios do México. Foi parte do primeiro álbum ao vivo das irmãs Primera fila: Hecho Realidad em 2014, desta vez produzido por George Noriega, Tim Mitchell e Pablo De La Loza.

## Vídeo musical
O vídeo oficial foi lançado em 2003 e enviado para plataformas do YouTube em 24 de abril de 2010.
Em 11 de agosto de 2011 foi lançado o vídeo ao vivo da música incluída no DVD do álbum A Tiempo. Em 2012, uma versão ao vivo foi regravada, desta vez em concerto e integrada na edição especial desse álbum.

### VersãoPrimera fila: Hecho Realidad
O terceiro videoclipe de "Odio amarte", gravado para o álbum ao vivo Primera Fila: Hecho Realidad, foi lançado em 08de maio de 2015. Foi dirigido por Nahuel Lerena. O vídeo foi filmado em Estudios Churubusco, Cidade do México.

### VersãoEn vivo
O videoclipe gravado para o álbum ao vivo En vivo, foi lançado em 6 de dezembro de 2019. O vídeo foi filmado em Auditório Nacional em Cidade do México, no dia 11 de novembro de 2018.

## Desempenho nas tabelas musicais
| Tabela musical (2003)     | Maior posição |
| ------------------------- | ------------- |
| México - (Monitor Latino) | 2             |

## Histórico de lançamento
| Região       | Data                | Formato | Gravadora        | Ref.  |
| ------------ | ------------------- | ------- | ---------------- | ----- |
| Mundialmente | 22 de abril de 2003 | Airplay | Sony Music Latin | [ 5 ] |